# Flabellaria
Flabellaria là một chi thực vật có hoa trong họ Malpighiaceae.

## Loài
Chi Flabellaria gồm các loài: